# Гарфілд (комікс)
Гарфілд (англ. Garfield) — американський комікс, створений Джимом Девісом. Видається з 1978 року, веде хроніку життя кота Гарфілда, Джона та Оді — пса Джона. Станом на 2013 р., він був надрукований в приблизно 2580 газетах і журналах, а також зайняв перше місце у світовому рекорді Гіннеса як найбільш поширений комікс.
Хоча це рідко згадується у пресі, Гарфілд був створений в Мансі, штат Індіана, у будинку Джима Девіса. Загальні теми включають лінь Гарфілда, любов до їжі, кави і презирство до понеділків і дієт. Найбільша увага, в основному, зосереджена на взаємодії між Гарфілдом, Джоном (його власником) і Оді (собакою Джона), але і інші, повторювані другорядні персонажі, з'являються також. Спочатку, створений з намірами «придумати хороший ринковий сценарій», Гарфілд приносив прибуток від $ 750 млн до $ 1 млрд на рік. На додаток до різних товарів, стрічка породила декілька анімованих спеціальних телебачень, два мультсеріали, два театральні повнометражні/анімаційні фільми і три повністю CGI-анімаційні відео-фільми.

## Історія
У 1970-х Девіс створив комікс під назвою Gnorm Gnat, який зустріли з невеликим успіхом. Один редактор сказав: «Його мистецтво було добре, його жарти були великими, але ніхто не може реалізувати себе з помилками.» Девіс вирішив по-іншому подивитись на комікси, і він зрозумів, що собак в коміксі було вдосталь, але водночас не було ніяких кішок. Девіс вважав, що, оскільки він виріс на фермі з 25 кішками, то міг придумати кота зі смужками. Потім він приступив до створення нової стрічки з котом в головній ролі і таким чином створив Гарфілда. «Гарфілд» спочатку мав чотирьох головних героїв. Гарфілд, головний герой, був створений на прикладі котів, з якими виріс Девіс, він узяв його ім'я від свого діда Джеймса А. Гарфілда Девіса, який був, за словами Девіса, «великим сварливим чоловіком». Ще на самому початку стрічки власником Оді був чоловік на ім'я Лайман. Пізніше Девіс зрозумів, що Гарфілд і Джон можуть «спілкуватися без слів». Стрічка, зосереджена на Джоні, була спочатку відкинута King Features, Post-Hall та Chicago Tribune-New York News  агентствами, кожне з яких наполягало зосередити увагу на кота, який, на їхню думку, повинен бути головним героєм. United Feature Syndicate ухвалив рішення переписати стрічку в 1978 році, яка дебютувала у 41 газеті 19 червня того ж року. «Гарфілд» вперше був опублікований в журналі коміксів «Sunday page» 25 червня 1978 року. 
Стрічки в перші місяці постійно змінювалися. Сьогодні деякі з них можуть вважатися політично некоректним, як, наприклад, стрічка за участю Джона, коли він курив люльку.  Ще одна річ, яка обмежила глобальну привабливість цих стрічок, була U.S./Canada-centric гумор, кілька жартів з яких є не перекладені на деякі мови. Однак  до 1980 року
стрічка була прийнята як загальносімейна. Зокрема, стрічка зазнала стилістичних змін: від 1978-83 стрічки з більш реалістичних ставали більш мультиплікаційними. Ці зміни суттєво вплинули на дизайн самого Гарфілда, який переніс «Дарвінську еволюцію», в якій він почав ходити на задніх ногах, «схуд» і «перестав дивитися […] косими очима». Його еволюція, за словами Девіса, була для того, щоб він міг легше «штовхати Оді зі столу» або «вийти по шматок пирога». Джон теж зазнав фізіологічних змін. Тепер він виглядає старшим, ніж в 1990-их — він вищий і у нього більше можливостей.
- 1978 — Гарфілд — великий дорослий кіт.
- 1979—1982 — Гарфілд зображений, як кошеня.
- 1990—2013 — у Гарфілда більший розмір ноги і збільшений розмір шрифту.

«Гарфілд» швидко став успішним. У 1981 році, менше, ніж через три роки після його виходу, стрічки з'явилися в 850 газетах. Щоб керувати обігом товару, Девіс заснував Paws, Inc. у 2002 році, «Гарфілд» став найбільш поширеною стрічкою, яка друкувалась в 2,570 газетах з 263 мільйонами читачів у всьому світі. До 2004 «Гарфілд» з'явився майже в 2600 газетах. 
Зберігаючи контроль над творчим процесом і бувши єдиним власником, Девіс тепер тільки пише і, як правило, робить нариси. З кінця 1990-х років більша частина роботи була виконана фахівцями Бредом Коса і Гарі Баркером. Обведення і розмальовки — роботи інших художників, в той час, як Девіс проводив більшу частину часу над контролем виробництва і продажем персонажів.
6 серпня 2019 року у Нью Йорку, медіа конгломерат ViacomCBS оголосив про покупку Paws, Inc. разом з правами на франшизу Гарфілда(Комікси,мерчендайз та мульсеріали).Джим Девіс має намір продовжити робити комікси та новий мультсеріал про Гарфілда буде виходити на дитячому телеканалі Nickelodeon.

## Українські видання
2018 року у видавництві Molfar Comics вийшла друком у твердій палітурці у серії «Гарфілд» книга коміксів українською мовою «Гарфілд. Том 1». Перекладачі Артем Яворський і Лариса Мельник, ISBN 978-617-7600-24-3 (том 1). Розмір 165 х 245 мм, наклад 2000 примірників.

## Маркетинг
«Гарфілд» був спочатку створений Девісом з наміром придумати «хороший товар». Зараз в світі серії коміксів, «Гарфілд» породив безліч товарів, включаючи одяг, іграшки, ігри, книги, кредитні карти, ляльки, DVD-диски, фільми, серіали та інші носії.

## ЗМІ

### Інтернет
Garfield.com — офіційний сайт, що містить архіви минулих стрипів разом з іграми та інтернет-магазинами. Джим Девіс також співпрацював із освітнім сайтом з інтерактивними іграми, опираючись на математику та навички читання, із дитячою технологічною групою для створення MindWalker -  веббраузер, який дозволяє батькам обмежувати доступ дітям до вебсайтів.

### Телебачення
| Герой      | Телебачення                                | Телебачення                     | Телебачення            | Анімаційні фільми      | Анімаційні фільми                      | Анімаційні фільми        | Анімаційні фільми         | Анімаційні фільми                 | Анімаційні фільми |
| Герой      | Гарфілд ТВ Спеціальні пропозиції (1982–91) | Гарфілд та його друзі (1988–94) | Шоу Гарфілда (2008–16) | Гарфілд (фільм) (2004) | Гарфілд 2: Історія двох кішечок (2006) | Справжній Гарфілд (2007) | Фестиваль Гарфілда (2008) | Космічний спецназ Гарфілда (2009) |                   |
| ---------- | ------------------------------------------ | ------------------------------- | ---------------------- | ---------------------- | -------------------------------------- | ------------------------ | ------------------------- | --------------------------------- | ----------------- |
| Гарфілд    | Лорензо Мюзік                              | Лорензо Мюзік                   | Френк Веллкер          | Білл Мюррей            | Білл Мюррей                            | Френк Веллкер            | Френк Веллкер             | Френк Веллкер                     |                   |
| Джон       | Том Хюдж                                   | Том Хюдж                        | Валлі Вінгерт          | Брекін Меєр            | Брекін Меєр                            | Валлі Вінгерт            | Валлі Вінгерт             | Валлі Вінгерт                     |                   |
| Оді        | Грег Бергер                                | Грег Бергер                     | Грег Бергер            | Тайлер і Хлоя          | Тайлер і Хлоя                          | Грег Бергер              | Грег Бергер               | Грег Бергер                       |                   |
| Ліз Вілсон | Джулі К. Пейн                              | Джулі К. Пейн                   | Джулі К. Пейн          | Дженіфер Хевіт         | Дженіфер Хевіт                         | Джулі К. Пейн            | Джулі К. Пейн             | Джулі К. Пейн                     |                   |
| Нермаль    | Джейсон Мерсден                            | Джейсон Мерсден                 | Джейсон Мерсден        | Девід Ейгенберг        | Джейсон Мерсден                        | Джейсон Мерсден          | Джейсон Мерсден           |                                   |                   |
| Арлін      | Андрій Василевський                        | Дебра Мессінг                   | Андрій Василевський    | Андрій Василевський    | Андрій Василевський                    |                          |                           |                                   |                   |

Анімація «Гарфілда» дебютувала на каналі The Fantastic Funnies, яка транслювалася на CBS 15 травня 1980 р., яку озвучував актор Скотт Біч. «Гарфілд» був представлений як новачок (стрічці було всього два роки на той момент). Телевізійний мультик «Гарфілд і друзі» виходив в ефір протягом семи сезонів з 1988 по 1994. The Garfield Show , CGI-серії, приступила до розробки у 2007 р., його прем'єра відбулася у Франції в грудні 2008 року.

### Фільми
«Гарфілд: фільм» був випущений в кінопрокат 11 червня 2004. Його продовження «Гарфілд: історія двох кішечок» був випущений 16 червня 2006 року. Було випущено три частини фільму: «Справжній Гарфілд»  (9 серпня 2007 року), «Фестиваль Гарфілда» (5 серпня 2008 року) та " Космічний спецназ Гарфілда" (16 червня 2009р). 24 травня 2016 було оголошено, що компанія Alcon Entertainment буде розробляти новий CG-анімаційний фільм.

### Мюзикл
Джозеф Папп обговорював ідею створення мюзиклу «Гарфілда». Було заплановано розпочати тур по США у вересні 2010 року з повнометражним мюзиклом під назвою «Життя Гарфілда», але перенесли на 18 січня 2011 року, де він вперше пройшов у Мансі, Індіана. Книга була написана Джимом Девісом, музика та слова Михайла Денсікера і Білла Міада.

### Комікс
За погодженням з Paws, Inc Studios, з першого випуску був запущений щомісячний комікс «Гарфілд»  в травні 2012 року. 

### Художня книга
В 2016 році [Hermes Press Hermes Press] підписали угоду з Paws, Inc для публікації художньої книги про мистецтво автора Джима Девіса під назвою «Мистецтво Джима Девіса.» Книга включає есе автора [R. C. Harvey R. C. Harvey].C. Harvey і інші оригінальні матеріали, її планують офіційно випустити у вересні.

## Головні герої

### Гарфілд
Перша поява: 19 червня 1978
Гарфілд помаранчевий пухнастий смугастий кіт народився на кухні італійського ресторану (як з'ясувалося пізніше, в спеціальному телевізійному шоу Гарфілд: 9 життів), який відразу ж з'їв всю пасту і лазанью, розвиваючи таким чином свою любов і пристрасть до лазаньї і піци.
 Він відомий тим, що сказав «дихання — це вправа». В додаток до того, що зображується як ледачий і товстий, Гарфілд теж песимістичний, самозакоханий, садист, цинічний, саркастичний, негативний і трохи противний. Він любить руйнувати речі, критикує листоношу, мучить Оді; він також робить єхидні коментарі.
Хоча Гарфілд може бути дуже цинічним, у нього дійсно є і м'які сторони: Мишко, Пупсик, їжа та сон. Однак в повнометражному фільмі «Справжній Гарфілд» та його продовженнях Гарфілд поводить себе краще, дружелюбніше до Джона і Оді, менш егоїстично і більш співчутливо.
19 червня відзначається в стрічці як День народження Гарфілда. Поява в 1979 році стверджувала, що це був його перший день народження, хоча в першій появі смуг і стрічок (19 червня 1978) він був зображений як дорослий кіт. Гарфілд дізнається про своє минуле від свого діда, який робить багато жартів про Гарфілда.

### Джон Арбакл
Перша поява: 19 червня 1978 року
Джон (Джонатан ст. Арбакл) — власник Гарфілда, як правило, зображується як незграба та невдаха. Джон був закоханий в Ліз (ветеринар Гарфілда) і зараз зустрічається з нею.  23 грудня 1980 Джон стверджує, що йому  тридцять років. Його день народження — 28 липня.
Джон любить (або іноді ненавидить) Гарфілда. Багато жартів зосереджені  на цьому; його неспроможність запросити на побачення зазвичай пов'язують з його нетовариськістю, його поганому смаку в одязі (Гарфілд помітив у одній смузі, побачивши його гардероб, що «дві сотні метеликів покінчили життя самогубством»;і його ексцентричними інтересами від філателії для вимірювання росту нігтів на пальцях ноги до перегляду фільмів з «полькою ніндзя». Інші смуги зображують його з відсутністю інтелекту.
Джон народився на фермі, в одній смузі його батько, побачивши водопровід, зауважив: «Ву-ха! Хіба це не наука?» Джон зрідка відвідує своїх батьків, брата і бабусю на своїй фермі. Джон був спочатку зображений як художник-карикатурист на початку смуги.

### Оді
Перша поява: 8 серпня 1978
Оді — це жовтий, вухатий бігль з великим слинявим язиком, і ходить на всіх чотирьох лапах, хоча іноді він  ходить на двох як Гарфілд. Лайман був першим власником Оді. В Книзі «Гарфілд та його 9 життів» (1984) немає жодної згадки про Лаймана, і Оді був ще щеням, коли він був придбаний Джоном, як друг для Гарфілда. Оді, як правило, представлений наївним, щасливим, ласкавим і в блаженному невіданні про цинічність Гарфілда та його садистський характер. В одній смузі, коли Гарфілд і Джон вийшли з будинку, Оді сидів поруч із книгою «Війна і мир» та дивився телевізійну програму «Вечір з Моцартом», хоча звичайно він, як наприклад у смугах "Ask a Dog", де питання з листів для нього читає Гарфілд, зображений неписьменним.

### Доктор Ліз Вілсон
Перша поява: 26 червня 1979 року, 
Доктор Ліз Вілсон ветлікар Гарфілда і давно закохана в Джона Арбакла. Вона майже завжди негативно реагує на  безглузду поведінку Джона. Джон часто намагався запросити її на побачення, але рідко це завершувалось успіхом; однак, у розширеній сюжетній арці з 19 червня по 29 липня 2006 р. (головна подія 28 липня), Ліз і Джон цілуються. Тепер вони пара. Ліз тепер часто відвідує Гарфілда і Джона. І її часто бентежить вживання нездорової їжі в їхньому домі.

## Повторювані предмети і теми
Багато жартів зосереджені на любові Гарфілда до їжі і його ожирінні; страху павуків; його ненависті до понеділків, дієт і будь-якої форми фізичного навантаження; його зловживанні Оді і Джоном, а також його одержимості відіслати Нермаля в Абу-Дабі або його просто викидали через передні двері. Гарфілд дуже любить лазанью, він також любить поласувати кімнатними рослинами та іншими тваринами (в основному птахами і рибами). Він також має дивні стосунки з домашніми комахами; Гарфілд взагалі шкодує мишок і навіть співпрацює з ними. Інші жарти зосереджені на бідних соціальних навичках Джона і його невмінні запросити на побачення;  Коли він йде на побачення, то, зазвичай, йде криво і навскіс. Сюжетні лінії з участю Джона рідко з'являються зараз.
Ірма дуже весела, але неприваблива офіціантка і менеджер, одна з небагатьох друзів Джона. Жахлива їжа — в центрі більшості жартів. Джон періодично відвідує своїх батьків і брата на фермі. На фермі мати Джона готує вечерю; Гарфілд обіймає її за це. Йон — бабуся, яка в стрічці штовхнула Оді; Гарфілд згодом обійняв її. Батьки Джона двічі відвідували Джона, Гарфілда і Оді в місті. Батько Джона приїхав у місто на своєму тракторі і приніс півня, щоб розбудити сина. Вони часто їздять у ресторан через те, що Гарфілд дуже любить смачно поїсти.

### Короткий зміст
Один часто повторюваний сюжет — Джон і Ліз на побаченні в ресторані. Вони іноді відвідують «Італійське Армандо», який є вишуканим і витонченим, але водночас тут присутня ненависть до Джона, імовірно через його незрілість і необтесаність до престижних забігайлівок. Пара отримує офіціанта, який залякує Джона, коли він збирається подати скаргу на їжу.
Ще один часто повторюваний персонаж, хоча навряд чи його коли-небудь хтось бачив, — це сусідка Джона, місіс Фіні. Гарфілд, здається, з величезною гордістю і зайвим завзяттям робив все те, що турбувало її. По суті, вона навіть зводить електричний паркан (що, звичайно, не зупиняє його.)
Інші унікальні теми, щось на зразок «Віриш в Гарфілда чи ні?», «Закон Гарфілда», «Гарфілд: Історія собаки»,  «Гарфілд Історія кішок» , які показують точку зору Гарфілда на світ, науку та історію. Ще одна конкретна тема — «Національний тиждень жиру», де Гарфілд проводить тиждень, висміюючи худих людей. Кілька днів після того, як сюжет почався, Гарфілд лежав у ліжку з «щемливим відчуттям, що я дещо забув». Джон і Ліз стали виходити все частіше, Джон почав наймати  доглядальницю для домашніх тварин, щоб наглядати за Гарфілдом і Оді. Можна навести два конкретних приклади: Ліліан, дивакувата і дуже недалекоглядна старенька і Грета, сильна жінка, яка була найнята, щоб піклуватися про домашніх тварин в новорічну ніч. Більша частина грудня витрачається на підготовку до Різдва, з передбачуваним акцентом на подарунки. Інші Різдвяні тематичні смуги включають спроби Джона прикрашати ялинку і будинок або спроба купити її. Кілька років Різдвяні стрічки випускалися ще в кінці листопада.
Щотижня до 19 червня смуга зосереджується на день народження Гарфілда, якого він боїться через страх старіння. Це почало відбуватися після шостого дня його народження. Однак перед його 29-м днем народження Ліз посадила Гарфілда на дієту. 19 червня 2007 р. Гарфілд отримав найкращий подарунок на день народження: «Я поза дієтою!». Існують також сезонні жарти зі снігом, пов'язані з приколами в січні або лютому і пляж або жар — тематичні жарти в літній час.
Одна сюжетна лінія, яку випустили за тиждень до Хелловіна в 1989 році (з 23 жовтня [Архівовано 4 вересня 2010 у Wayback Machine.] по 28 жовтня [Архівовано 15 серпня 2010 у Wayback Machine.]), є унікальною серед всіх стрічок тому, що вона не призначена бути гумористичною. На ній зображено пробудження Гарфілда в майбутньому, де будинок покинутий і його вже немає.
Інша історія, коли Джон їде у відрядження на Різдво, залишивши Гарфілда з запасом їжі на тиждень, який він миттєво з'їв. Гарфілд тоді залишає будинок. Потім він зустрічається зі своєю матір'ю.

### Paws, Inc.
Paws, Inc. була заснована в 1981 році Джимом Девісом в підтримку коміксів Гарфілда і його ліцензування. Готель знаходиться в місті Мансі, штат Індіана і містить близько 50 художників та ліцензованих адміністраторів. У 1994 році компанія придбала Всі права на комікси Гарфілда з 1978 по 1993 рік з United Feature Syndicate. 

## День ветеранів 2010
Девіс привернув критику з боку ЗМІ на стрічку «Гарфілд», в якій остання смуга отримала негативний відгук в День ветеранів, тому що з'явилася в газетах 11 листопада 2010 року. В смузі павук, який ось-ось буде розчавлений Гарфілдом, хвалиться тим, що якщо він впаде, то влаштує свято собі на пам'ять. Наступна стрічка показує клас павуків, в якому вчитель запитує учнів, чому павуки святкують Національний дурний день, враховуючи те, що павук був розплющений. Девіс швидко попросив пробачення за невдало обраний час для випуску коміксу, стверджуючи, що він був написаний на рік наперед і що його брат і син були ветерани.